# Lilian Lenzi
Lilian Lenzi – brazylijska judoczka.
Wicemistrzyni igrzysk Ameryki Południowej w 2006, a także pierwsza w drużynie. 